# Commission des comptes de la sécurité sociale
En France, la commission des comptes de la sécurité sociale (CCSS) a pour mission d'analyser les comptes de la Sécurité sociale. Elle prend, en outre, connaissance des comptes des régimes complémentaires de retraite rendus obligatoires par la loi, ainsi que d'un bilan relatif aux relations financières entretenues par le régime général de la sécurité sociale avec l'Etat et tous autres institutions et organismes.
La CCSS est créée en 1979 ; son existence figure aujourd'hui dans la partie législative du code de la sécurité sociale.
La commission, placée sous la présidence du ministre chargé de la sécurité sociale, comprend notamment quatre députés et quatre sénateurs, des représentants du Conseil économique, social et environnemental, de la Cour des comptes, des organisations professionnelles, syndicales, familiales et sociales, des conseils ou conseils d'administration des organismes de sécurité sociale, des organismes mutualistes, des professions et établissements de santé, ainsi que des personnalités qualifiées.
Elle est assistée par un secrétaire général permanent, nommé par le premier président de la Cour des comptes pour une durée de trois ans qui assure l'organisation de ses travaux ainsi que l'établissement de ses rapports.